# Belén Cuesta
Pour les articles homonymes, voir Belén et Cuesta.
Belén Cuesta est une actrice espagnole, née le 24 janvier 1984 à Séville.

## Biographie
Formée à l'école supérieure d'art dramatique de Malaga, elle monte rapidement sur les planches. En 2008, elle fait ses débuts à la télévision avant de gagner le grand écran l'année suivante. En 2016, elle décroche l'un des rôles principaux de la série Paquita Salas.

## Filmographie

### Court métrage
- 2007 : L.A: Los Ángeles
- 2010 : Camas
- 2012 : No sé qué hacer contigo : Hija
- 2015 : Una vez : Laura

### Cinéma
- 2009 : Hierro de Gabe Ibáñez
- 2011 : Perro flaco
- 2012 : La montaña rusa : Chica guapa
- 2013 : #Sequence (segment Sex tape)
- 2015 : Ocho apellidos catalanes : Judit
- 2016 : We Need to Talk : Yoli
- 2016 : Party Town : Silvia
- 2016 : Kiki, l'amour en fête : Belén
- 2016 : A Stroke of Luck : Elisa
- 2017 : Proyecto tiempo : Carla (segment 'La cura')
- 2017 : Holy Camp! : Milagros
- 2018 : L'Avertissement de Daniel Calparsoro : Andrea
- 2019 : Une vie secrète (La trinchera infinita) d'Aitor Arregi, Jon Garaño et Jose Mari Goenaga
- 2019 : Litus. de Dani de la Orden : Laia
- 2019 : Parking de Tudor Giurgiu : María
- 2019 : Avantages de voyager en train (Ventajas de viajar en tren) d'Aritz Moreno
- 2019 : Malgré tout (A pesar de todo) de Gabriela Tagliavini : Claudia
- 2020 : Sentimental de Cesc Gay
- 2020 : Hasta que la boda nos separe de Dani de la Orden
- 2022 : Un novio para mi mujer de Laura Mañá

### Télévision
- 2008 : Cazadores de hombres(2 épisodes)
- 2010 : ¿Qué fue de Jorge Sanz? : Enfermera
- 2011 : Operación Malaya : Clara
- 2011 : Ángel o demonio
- 2011 : Palomitas (9 épisodes)
- 2012 : Bandolera : Elisa de Vega (15 épisodes)
- 2013 : The Time in Between : Parturienta
- 2015 : Derrière les barreaux (Vis a vis) : Yolanda Montero (2 épisodes)
- 2015 : Aquí Paz y después Gloria : Tere (8 épisodes)
- 2016 : Buscando el norte : Carol (8 épisodes)
- 2018 : La resistencia : elle-même
- 2016-présent : Paquita Salas : Magüi Moreno (14 épisodes)
- 2018 : BByC: Bodas, Bautizos y Comuniones : Bea Maqueda
- 2017-2018 : Ella es tu padre : Nata (13 épisodes)
- 2019 : Mira lo que has hecho
- 2019-2021: La casa de papel : Manille / Julia (partie 3 , 4 et 5)
- 2024 : Les Ombres du passé : Teresa Soler

## Distinction
- Goyas 2020 : Meilleure actrice pour Une vie secrète